# 珀利阿斯

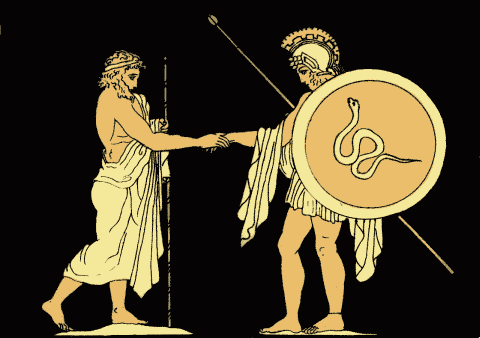
伊阿宋和珀利阿斯

珀利阿斯（希臘語：Πελίας，又写作佩利阿斯）是古希腊神话人物之一，为伊奧爾科斯的国王。波塞冬和堤洛（Tyro）之子，与涅琉斯是孪生兄弟。
珀利阿斯和涅琉斯在一出生时就被母亲遗弃，长大后的他们找到了母亲堤洛，那时堤洛正被他们的继祖母西得洛（Sidero）虐待，于是他们赶走西得洛，解救了母亲。西得洛逃到赫拉神庙里避难，向天后赫拉寻求庇护，但随后赶来的珀利阿斯冲进神庙将西得洛给杀死了，因此珀利阿斯这种亵渎神灵的行为，使他成为了赫拉不共戴天的死敌，最终将会以他的惨死来遭受他应有的报应。后来兄弟俩因色薩利的王位问题发生了争执。因此涅琉斯被迫被珀利阿斯放逐，迁居到墨塞尼亚，成为皮洛斯诸王的始祖。珀利阿斯则成为了忒萨利亚国王，与比阿斯的女儿阿那克西比亚（Anaxibia）结婚，生阿卡斯托斯和珀利阿得斯姊妹（Peliades）。
珀利阿斯的母亲堤洛又嫁给了伊俄尔科斯的创建者克瑞透斯，生下埃宋等三子，克瑞透斯死后，由儿子埃宋继承王位，后来同母异父的兄弟珀利阿斯又在天父宙斯的协助下篡夺了王位。一天珀利阿斯在广场向波塞冬献祭，国王正在摆设祭品时，他突然看到了一个只穿着一只鞋子的陌生人，这个陌生人就是埃宋的儿子伊阿宋，他在马人喀戎身边生活了20年，现在回来要求珀利阿斯归还伊俄尔科斯应有的统治权。珀利阿斯的敌人—阴险的天后赫拉，为了实践自己的诅咒，伪装成为一位老妪，试探伊阿宋是否能与她联手惩罚珀利阿斯，她要求伊阿宋背她过河，于是伊阿宋就在背赫拉过河时，赫拉趁机施展魔法让伊阿宋丢了一只鞋子，于是伊阿宋只好光着一只脚来见国王。那时珀利阿斯曽去德尔斐求得神示，神谕警告他要小心只穿一只鞋的人。伊阿宋要求珀利阿斯归还本应属于他的王位，珀利阿斯同意归还，但他问伊阿宋，如果他成为国王，对于他来说知道最终要取代他的人应该怎样处置？伊阿宋答道会派他去寻觅金羊毛。于是珀利阿斯就要求伊阿宋去取来金羊毛，成功后就归还他王位。珀利阿斯认为伊阿宋这次将有去无回，他的王位将会更加巩固。在伊阿宋寻找金羊毛期间，他杀死了埃宋，伊阿宋的母亲阿耳喀墨得也自尽而亡。
天后赫拉在暗中帮伊阿宋牵线搭桥，让法力高强的女巫美狄亚爱上了他，好让她协助伊阿宋成功夺得金羊毛。看到伊阿宋顺利而归的珀利阿斯出尔反尔，不守诺言，以各种理由拒绝将王位归还给伊阿宋，于是伊阿宋便乞求美狄亚帮他报仇。有些神话说伊阿宋的父亲埃宋并没有死，美狄亚还用魔法帮他返老还童。珀利阿斯的女儿们得知此事，也想让自己的父亲恢复青春，于是美狄亚便假装和伊阿宋闹翻，逃到了珀利阿斯的宫殿中，向珀利阿得斯姊妹讲述了使埃宋返老还童的经过，同时还拿了一只老山羊当场做实验给她们看，美狄亚将老山羊放进锅里煮熟后，果然从锅中跳出一只小山羊来。至此，她们对美狄亚的法力深信不疑。为了能使父亲重返青春，她们趁珀利阿斯熟睡时都争先恐后地挥刀向父亲砍去，受了致命伤的珀利阿斯惊醒了，大喊道是谁对他下此毒手，珀利阿得斯姊妹都因此吓得六神无主，随后美狄亚匆忙跑到床边，一刀刺穿珀利阿斯的喉咙，并将他的尸体大卸八块，扔进滚烫沸腾的油锅里，实现了珀利阿斯不得好死的下场。一说是珀利阿得斯姊妹将珀利阿斯骗入美狄亚的大魔法锅中洗澡，在要开始念咒时，美狄亚早已不见踪影，珀利阿斯就这样被活活烫死在锅中。